# Orson Scott Card

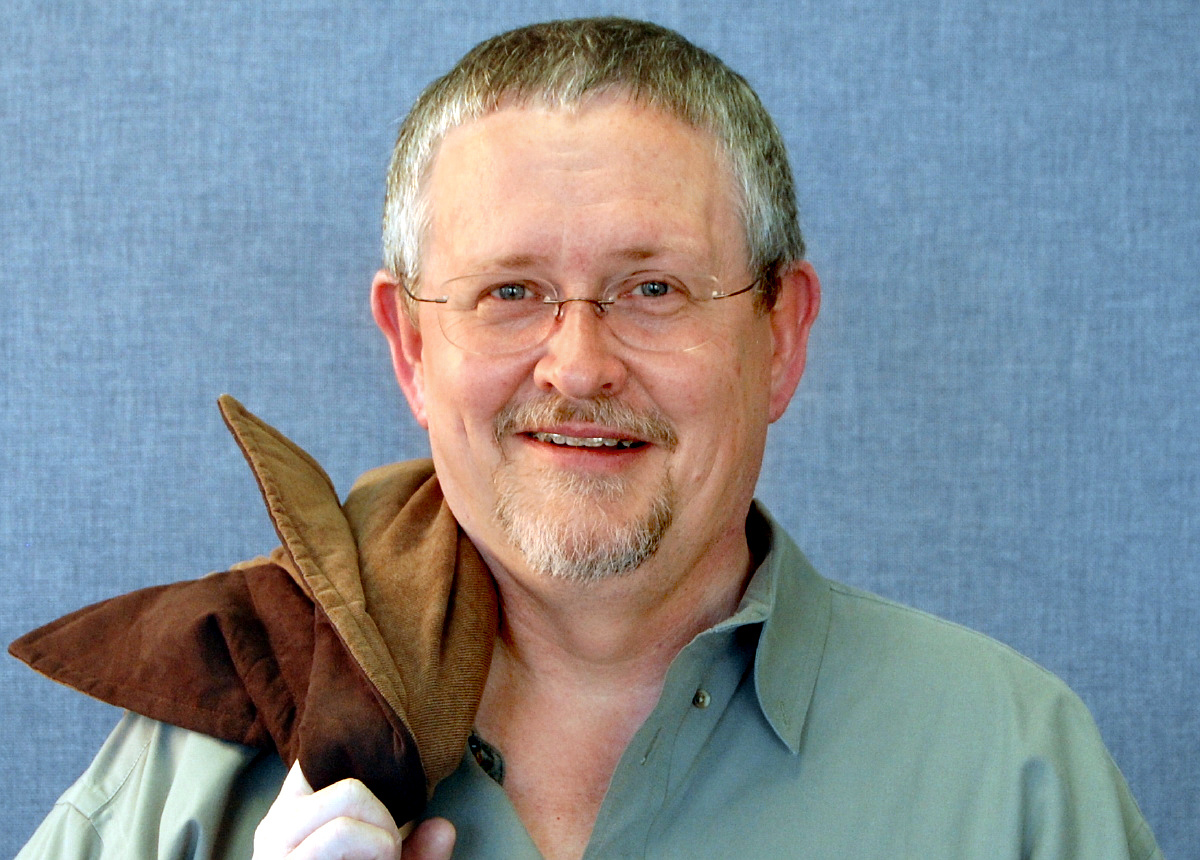
Orson Scott Card (2008)

Orson Scott Card (* 24. August 1951 in Richland, Washington, USA) ist ein US-amerikanischer Schriftsteller.

## Leben
Cards frühe Werke stammen aus den Genres der Science Fiction (z. B. Hot Sleep und Capitol) und Fantasy (Songmaster). Bekanntheit erlangte er mit dem Science-Fiction-Roman Das Große Spiel (engl. Originalausgabe Ender’s Game), der 1985 mit dem Nebula Award und 1986 dem Hugo Award ausgezeichnet wurde. Beide Auszeichnungen erreichte auch der Nachfolger Sprecher für die Toten (engl. Originalausgabe Speaker for the Dead) im Jahre 1986 (Nebula) und 1987 (Hugo), was Card zum einzigen Autor machte, der die beiden bedeutendsten Auszeichnungen der Science Fiction in zwei aufeinanderfolgenden Jahren gewann. Des Weiteren erhielt er für Sprecher für die Toten den Locus Award, den er bislang insgesamt achtmal gewinnen sollte. Ebenfalls 1987 wurde sein Kurzroman Hatrack River mit dem World Fantasy Award ausgezeichnet. Daneben hat er in den Bereichen Horror (Lost Boys) und Thriller (Treasure Box) veröffentlicht.
Einige seiner Romane (so etwa Stone Tables, ein Roman über das Leben des alttestamentlichen Moses) sind religiös gefärbt; andere Romane zeigen seine mormonische Tradition nur indirekt oder gar nicht.
Card engagiert sich auch politisch, wobei seine Haltung – trotz seiner Selbsteinschätzung als Demokrat – eher als rechts-konservativ einzuschätzen ist. Card befürwortet unter anderem mehrere Aspekte des sogenannten Krieg gegen den Terror und der damit verbundenen amerikanischen Außenpolitik. Ebenso geriet er mehrmals unter Kritik wegen seiner Äußerungen gegen die gleichgeschlechtliche Ehe. Seine Empire-Romane (Empire sowie Hidden Empire) wurden dafür kritisiert, dass Card darin seine politischen Ansichten sehr explizit zum Ausdruck brachte und teils recht scharf gegen liberale Positionen polemisierte.
Seit 2008 schreibt er wöchentlich einen Kommentar für die Sonntagsausgabe der mormonischen Deseret News (früher: "the Mormon Times").

## Werk

### DasEnder-Universum
Die Geschichten des Ender-Universums drehen sich um die Person des Ender Wiggin. Ender wurde geboren als „genetische Auftragsarbeit“ in einer Phase, in der die Menschen der Erde in einem Dauerkonflikt mit der außerirdischen Rasse der Buggers (deutsch: Krabbler) liegen. Die Menschheit benötigte ein militärisches Genie, das Personen wie Alexander den Großen, Dschingis Khan und Napoleon in den Schatten stellt. Seine Kindheit verbrachte Ender auf einer Raumstation in einem Zustand der sozialen Isolation und der ständigen Herausforderung durch seine Mitschüler und Lehrer. Im Alter von elf Jahren wurde er, auf dem Höhepunkt seiner geistigen Leistungsfähigkeit, vorzeitig zur Abschlussprüfung zugelassen. Die Prüfungsaufgabe war eine höchst anspruchsvolle, wenn nicht gar unfaire simulierte Schlacht. Er löste sie, indem er seinerseits eine als ungewöhnlich zu betrachtende Vorgehensweise wählte und unter Anwendung einer Selbstmordmission den Planeten und damit die gesamte Spezies des Gegners vernichtete.
Zu seinem Erstaunen hatten die Prüfer dagegen keine Einwände: Es handelte sich gar nicht um eine Simulation, sondern um die Entscheidungsschlacht des realen Krieges. Die realen Soldaten hatten seine Befehle ausgeführt und die Schlacht durch die vollständige Vernichtung der Fremdrasse gewonnen. Erschüttert von der plötzlichen Erkenntnis, eine ganze Rasse ausgelöscht zu haben, beschließt Ender im Zuge der jetzt einsetzenden Besiedlung des Weltraums durch die Menschen, ins Exil der Anonymität zu gehen. In einem Buch von durchdringender Wahrheit, das im Laufe der Zeit in die Geschichte der Menschheit eingeht, geißelt er unter einem Pseudonym seine eigene Tat und macht der Menschheit ihren furchtbaren Fehler klar. Anschließend begibt er sich auf eine kosmische Büßerreise, indem er vormals von den Krabblern und jetzt von den Menschen besiedelte Planeten besucht. Durch die Folgen des relativistischen Raumfluges überspringt er dabei, begleitet von seiner Schwester Valentine, die Jahrtausende. Er wird zur Stimme der Wahrheit für die Toten, indem er aus deren Werken deren innere Gedankenwelt erkennt (eine Fähigkeit, die unter anderem seine militärische Genialität ausmacht) und sie den Hinterbliebenen erläutert. Seiner Vernichtung der Krabbler setzt er im zweiten Buch die Neuansiedelung der Krabbler-Königin auf einem Planeten entgegen. Durch verschiedene Umstände bilden die örtlichen Außerirdischen zusammen mit den Menschen und den bald entstehenden Krabblern eine neue Gemeinschaft.
2008 erhielt Card den Margaret A. Edwards Award der American Library Association für seine großen Verdienste in der Jugendliteratur. Zitierte: Ender’s Game und Ender’s Shadow.
Mit dem geplanten Buch Shadows Alive sollen die Enderserie und die Shadowserie wieder zusammenfinden.
Der erste Band wurde 2013 mit Harrison Ford verfilmt und kam am 24. Oktober 2013 in die deutschen Kinos.

### Empire-Reihe
In den USA droht ein neuer Bürgerkrieg auszubrechen. Nachdem der Historiker und neue Nationale Sicherheitsberater Averell Torrent mit überwältigender Mehrheit als neuer Präsident vereidigt wird, scheint das Land wieder zur Ruhe zu kommen. Doch Torrent plant, in Anlehnung an die Politik des ersten römischen Kaisers Augustus, ein amerikanisches Imperium zu begründen.

### Sonstiges
Card hat in den 90er Jahren die Beleidigungen für das Fechten in Monkey Island (Computerspiel) geschrieben.

## Auszeichnungen
- 1978 John W. Campbell Award for Best New Writer in Science Fiction
- 1979 Analog Award für Lifeloop als beste Kurzgeschichte
- 1980 Analog Award für Songhouse als bester Kurzroman
- 1986 Hugo Award für Ender’s Game als bester Roman
- 1986 Nebula Award für Ender’s Game als bester Roman
- 1986 Science Fiction Chronicle Readers Poll für Ender’s Game als bester Roman
- 1987 Hugo Award für Speaker for the Dead als bester Roman
- 1987 Locus Award für Speaker for the Dead als bester Science-Fiction-Roman
- 1987 Nebula Award für Speaker for the Dead als bester Roman
- 1987 Phoenix Award
- 1987 Science Fiction Chronicle Readers Poll für Speaker for the Dead als bester Roman
- 1987 World Fantasy Award für Hatrack River als beste Erzählung
- 1988 Hugo Award für Eye for Eye als beste Erzählung
- 1988 Locus Award für Seventh Son in der Kategorie „Fantasy Novel“
- 1988 Mythopoeic Award für Seventh Son in der Kategorie „Fantasy“
- 1989 Asimov’s Science Fiction Magazine Readers’ Award für Dowser als bester Kurzroman
- 1989 Ditmar Award für Seventh Son in der Kategorie „International Long Fiction“
- 1989 Interzone Readers Poll in der Kategorie „All-Time Best Sf Author“
- 1989 Kurd-Laßwitz-Preis für Speaker for the Dead als bester fremdsprachiger Roman
- 1989 Locus Award für Red Prophet als bester Fantasy-Roman
- 1989 Seiun Award für Eye for Eye in der Kategorie „Foreign Short Fiction“
- 1990 Locus Award für Prentice Alvin in der Kategorie „Fantasy Novel“
- 1990 Locus Award für Dogwalker als bester Kurzroman
- 1990 Locus Award für Lost Boys als beste Kurzgeschichte
- 1991 Hugo Award für How to Write Science Fiction and Fantasy als bestes Sachbuch
- 1991 Locus Award für Maps in a Mirror: The Short Fiction of Orson Scott Card als beste Sammlung
- 1992 Edward E. Smith Memorial Award for Imaginative Fiction
- 1994 Premio Ignotus für El juego de Ender (Ender’s Game) als bester fremdsprachiger Roman
- 1996 Locus Award für Alvin Journeyman in der Kategorie „Fantasy Novel“
- 1999 Geffen Award für Pastwatch: The Redemption of Christopher Columbus in der Kategorie „SF Book“
- 2000 Grand Prix de l’Imaginaire für Les chroniques d’Alvin le faiseur (The Chronicles of Alvin Maker) als bester fremdsprachiger Roman
- 2001 Geffen Award für Ender’s Shadow in der Kategorie „SF Book“
- 2017 Geffen Award für Earth Afire & Earth Awakens in der Kategorie „SF Book“

## Bibliografie
Die Serien sind nach dem Erscheinungsjahr des ersten Teils geordnet.
Wird bei Übersetzungen von Kurzgeschichten als Quelle nur Titel und Jahr angegeben, so findet sich die vollständige Angabe bei der entsprechenden Sammelausgabe.

### Ender-Serien
Ender Wiggin
Romane:
- 1 Ender’s Game (1985)
  - Deutsch: Das große Spiel. Ins Deutsche übertragen von Karl-Ulrich Burgdorf. Bastei Lübbe Science Fiction Special #24089, 1986, ISBN 3-404-24089-8. Auch als: Enders Spiel. Übersetzt von Karl-Ulrich Burgdorf. Heyne fliegt, 2012, ISBN 978-3-453-31420-7.
- 2 Speaker for the Dead (1986; auch: Speaker For the Dead)
  - Deutsch: Sprecher für die Toten. Übersetzt von Karl-Ulrich Burgdorf. Bastei Lübbe Science Fiction Special #24103, 1988, ISBN 3-404-24103-7.
- 3 Xenocide (1991)
  - Deutsch: Xenozid. Übersetzt von Uwe Anton. Bastei Lübbe Science Fiction Special #24153, 1992, ISBN 3-404-24153-3.
- 4 Children of the Mind (1996)
  - Deutsch: Enders Kinder. Übersetzt von Karl-Ulrich Burgdorf. Bastei Lübbe Science Fiction #24240, 1998, ISBN 3-404-24240-8.
- Ender in Exile (2008)
- Formic Wars: Burning Earth (2011)

Sammelausgaben:
- Ender’s Game (Sammelausgabe von 1 und 2 und Roman; 1985)
- Ender’s War (Sammelausgabe von 1 und 2; 1986; auch: Ender’s Game and Speaker for the Dead, 2013)
  - Deutsch: Ender. Bastei Lübbe Science Fiction Special #24155, 1992, ISBN 3-404-24155-X.
- Beyond Ender’s Game (Sammelausgabe von 2–4; 2002)
- First Meetings: In the Enderverse (2002; auch: First Meetings in Ender’s Universe, 2004)
- Ender’s Saga (Sammelausgabe von 1–3; 2003; auch: Ender’s Game / Ender’s Shadow / Shadow of the Hegemon, 2013)
- The Ender Quartet (Sammelausgabe von 1–4 in Kassette; 2008)
- Ender’s Game Ultimate Collection (2012)

Kurzgeschichten:
- Ender’s Game (Kurzgeschichte, die später zum Roman ausgebaut wurde; in: Analog Science Fiction/Science Fact, August 1977)
  - Deutsch: Enders Spiel. Übersetzt von Rolf W. Liersch. In: Orson Scott Card: Play Kosmos. 1982.
- Investment Counselor (1999, in: Robert Silverberg (Hrsg.): Far Horizons: All New Tales from the Greatest Worlds of Science Fiction)
- The War of Gifts (An Ender Story) (2016, in: Bryan Thomas Schmidt (Hrsg.): Decision Points)

Sachbuch:
- The Authorized Ender Companion (2009; mit Jake Black)
- Ender’s World: Fresh Perspectives on the SF Classic Ender’s Game (2013)

Kurzgeschichten aus dem Ender-Universum
- Gloriously Bright (in: Analog Science Fiction and Fact, January 1991)
- The Polish Boy (2002, in: Orson Scott Card: First Meetings: In the Enderverse)
- Teacher’s Pest (2003, in: Orson Scott Card: First Meetings: In the Enderverse)
- Mazer in Prison (in: Orson Scott Card’s Intergalactic Medicine Show, #1, October 2005)
- Cheater (in: Orson Scott Card’s Intergalactic Medicine Show, #3, October 2006)
- Pretty Boy (in: Orson Scott Card’s Intergalactic Medicine Show, #2, March 2006)
- A War of Gifts: An Ender Story (2007, Kurzroman; auch: A War of Gifts)
- A Young Man with Prospects (in: Orson Scott Card’s Intergalactic Medicine Show, #4, February 2007)
- Renegat (2017, in: Bryan Thomas Schmidt (Hrsg.): Infinite Stars)
- Messenger (2019, in: Bryan Thomas Schmidt (Hrsg.): Infinite Stars)

Ender’s Shadow / Enders Schatten
- 1 Ender’s Shadow (1999)
  - Deutsch: Enders Schatten. Übersetzt von Regina Winter. Festa SF #1802, 2005, ISBN 3-86552-005-7.
- 2 Shadow of the Hegemon (2000)
- 3 Shadow Puppets (2002)
- 4 Shadow of the Giant (2001)
- 5 Shadows in Flight (2012)

Sammelausgaben:
- Orson Scott Card’s Ender’s Shadow: Three-Book Set (Sammelausgabe von 1–3; 2003)
- The Ender’s Shadow Series Box Set (2008)
- The Shadow Saga (Sammelausgabe von 1–4; 2012)

First Formic War (mit Aaron Johnston)
- 1 Earth Unaware (2012)
- 2 Earth Afire (2013)
- 3 Earth Awakens (2014)
- The First Formic War (Sammelausgabe von 1–3; 2016, Sammelausgabe)

Second Formic War (mit Aaron Johnston)
- 1 The Swarm (2016)
- 2 The Hive (2019)

Fleet School
- 1 Children of the Fleet (2017)

### Weitere Serien und Zyklen
The Worthing Chronicle
- Capitol: The Worthing Chronicle (1979)
  - Deutsch: Capitol. Übersetzt von Harro Christensen. Bastei Lübbe Science Fiction Special #24032, 1982, ISBN 3-404-24032-4.
- Hot Sleep: The Worthing Chronicle (1979; auch: Hot Sleep)
  - Deutsch: Heißer Schlaf. Übersetzt von Harro Christensen. Bastei Lübbe Science Fiction Bestseller #22052, 1983, ISBN 3-404-22052-8.
- The Worthing Chronicle (1983)
- The Worthing Saga (1990; enthält The Worthing Chronicle, Tales of Capitol und Tales from the Forest of Waters)

Tales of Capitol (Kurzgeschichten)
- Killing Children (in: Analog Science Fiction/Science Fact, November 1978)
  - Deutsch: Kinder töten. In: Orson Scott Card: Capitol. 1982.
- Lifeloop (in: Analog Science Fiction/Science Fact, October 1978)
  - Deutsch: Life-Show. In: Orson Scott Card: Capitol. 1982.
- A Thousand Deaths (in: Omni, December 1978)
  - Deutsch: Tausend Tode. In: Orson Scott Card: Capitol. 1982.
- And What Will We Do Tomorrow? (1979, in: Orson Scott Card: Capitol: The Worthing Chronicle)
  - Deutsch: Und was werden wir morgen tun? In: Orson Scott Card: Capitol. 1982.
- Breaking the Game (in: Analog Science Fiction/Science Fact, January 1979)
  - Deutsch: Spielunterbrechung. In: Orson Scott Card: Capitol. 1982.
- Burning (1979, in: Orson Scott Card: Capitol: The Worthing Chronicle)
  - Deutsch: Verbrennen. In: Orson Scott Card: Capitol. 1982.
- Second Chance (in: Jim Baen (Hrsg.): Destinies, January-February 1979)
  - Deutsch: Zweite Chance. In: Orson Scott Card: Capitol. 1982.
- Skipping Stones (1979, in: Orson Scott Card: Capitol: The Worthing Chronicle)
  - Deutsch: Hüpfende Steine. In: Orson Scott Card: Capitol. 1982.
- A Sleep and a Forgetting (1979, in: Orson Scott Card: Capitol: The Worthing Chronicle)
  - Deutsch: Ein Schlaf und ein Vergessen. In: Orson Scott Card: Capitol. 1982.
- The Stars That Blink (1979, in: Orson Scott Card: Capitol: The Worthing Chronicle)
  - Deutsch: Die Sterne verlöschen. In: Orson Scott Card: Capitol. 1982.
- When No One Remembers His Name, Does God Retire? (1979, in: Orson Scott Card: Capitol: The Worthing Chronicle)
  - Deutsch: Zieht Gott sich zurück, wenn niemand mehr seinen Namen kennt? In: Orson Scott Card: Capitol. 1982.

Tales from the Forest of Waters (Kurzgeschichten)
- The Tinker (1991, in: Orson Scott Card: The Worthing Saga)
- Worthing Farm (1991, in: Orson Scott Card: The Worthing Saga)
- Worthing Inn (1991, in: Orson Scott Card: The Worthing Saga)

Songmaster (Kurzgeschichten)
- 1 Mikal’s Songbird (in: Analog Science Fiction/Science Fact, May 1978)
- 2 Songhouse (in: Analog Science Fiction/Science Fact, September 1979)

Mither Mages (Trilogie)
- 1 The Lost Gate (2011)
- 2 The Gate Thief (2013)
- 3 Gatefather (2015)
- Sandmagic (1979, in: Andrew J. Offutt (Hrsg.): Swords Against Darkness IV)
- Stonefather (2007, in: Jack Dann und Gardner Dozois (Hrsg.): Wizards: Magical Tales from the Masters of Modern Fantasy)

The Apocalypse Poems (Gedichte)
- Atomic Apocalypse (1980, in: The Anthology of Speculative Poetry #4)
- Humanic Apocalypse (1980, in: The Anthology of Speculative Poetry #4)
- Tectonic Apocalypse (1980, in: The Anthology of Speculative Poetry #4)
- Tin Men (1980, in: The Anthology of Speculative Poetry #4)
  - Deutsch: Menschen aus Blech. Übersetzt von Rolf W. Liersch. In: Orson Scott Card: Play Kosmos. 1982.
- Windows (1980, in: The Anthology of Speculative Poetry #4)

The Mormon Sea (Kurzgeschichten)
- The Fringe (in: The Magazine of Fantasy & Science Fiction, October 1985)
- America (1986)
  - Deutsch: Amerika. Übersetzt von Andreas Brandhorst. In: Donald A. Wollheim und Arthur W. Saha (Hrsg.): World’s best SF 7. Bastei-Lübbe SF Special #24108, 1988, ISBN 3-404-24108-8.
- Salvage (in: Isaac Asimov’s Science Fiction Magazine, February 1986)
- West (1987, in: Elizabeth Mitchell (Hrsg.): Free Lancers)
- The Folk of the Fringe (1989, Sammlung)
- Pageant Wagon (1989, in: Orson Scott Card: The Folk of the Fringe)

Alvin Maker Saga
Romane:
- 1 Seventh Son (1987)
  - Deutsch: Der siebente Sohn. Übersetzt von Ralph Tegtmeier. Bastei Lübbe Fantasy #20115, 1988, ISBN 3-404-20115-9.
- 2 Red Prophet (1988)
  - Deutsch: Der Rote Prophet. Übersetzt von Ralph Tegtmeier. Bastei Lübbe Fantasy #20123, 1989, ISBN 3-404-20123-X.
- 3 Prentice Alvin (1989)
  - Deutsch: Der magische Pflug. Übersetzt von Ralph Tegtmeier. Bastei Lübbe Fantasy #20141, 1990, ISBN 3-404-20141-8.
- 4 Alvin Journeyman (1995)
  - Deutsch: Der Reisende. Übersetzt von Uwe Anton. Bastei Lübbe Fantasy #20305, 1997, ISBN 3-404-20305-4.
- 5 Heartfire (1998)
- 6 The Crystal City (2003)

Sammelausgaben:
- Hatrack River (Sammelausgabe von 1–3; in: Isaac Asimov’s Science Fiction Magazine, August 1986)
- Alvin Wandering (Sammelausgabe von 4 und 5; 1998)
- Seventh Son and Red Prophet (Sammelausgabe von 1 und 2; 2016)
- Prentice Alvin and Alvin Journeyman (Sammelausgabe von 3 und 4; 2017)
- The Tales of Alvin Maker (Sammelausgabe von 1–6; 2018)

Kurzgeschichten:
- Hatrack River (in: Isaac Asimov's Science Fiction Magazine, August 1986)
  - Deutsch: Hatrack River. Übersetzt von Michael Nagula. In: Friedel Wahren (Hrsg.): Isaac Asimov’s Science Fiction Magazin 30. Folge. Heyne SF&F #4446, 1987, ISBN 3-453-00962-2.
- Runaway (in: Isaac Asimov’s Science Fiction Magazine, June 1987)
- Dowser (in: Isaac Asimov’s Science Fiction Magazine, December 1988)
- Prentice Alvin and the No-Good Plow (1990, in: Orson Scott Card: Maps in a Mirror: The Short Fiction of Orson Scott Card; auch: Prentice Alvin & the No-Good Plow, 2001)
- Gooses (in: Amazing Stories, Summer 1998)
- Grinning Man (1998, in: Robert Silverberg (Hrsg.): Legends: Short Novels by the Masters of Modern Fantasy)
  - Deutsch: Der grinsende Mann. Übersetzt von Joachim Körber. In: Robert Silverberg (Hrsg.): Der siebte Schrein. Heyne, 1999, ISBN 3-453-15299-9.
- The Yazoo Queen (2003, in: Robert Silverberg (Hrsg.): Legends II)
  - Deutsch: Die Yazoo Queen. Übersetzt von Uwe Anton. In: Robert Silverberg (Hrsg.): Legenden. Piper (Germany) (Piper Fantasy #70094), 2005, ISBN 3-492-70094-2.
- Alvin and the Apple Tree: A Tale of Alvin Maker (2014, in: John Joseph Adams (Hrsg.): Dead Man’s Hand: An Anthology of the Weird West)

Homecoming
Romane:
- 1 The Memory of Earth (1992)
  - Deutsch: Die verlorene Erde. Übersetzt von Uwe Anton. Bastei Lübbe Science Fiction Special #24167, 1993, ISBN 3-404-24167-3.
- 2 The Call of Earth (1993)
  - Deutsch: Der Ruf der Erde. Übersetzt von Uwe Anton. Bastei Lübbe Science Fiction Special #24179, 1993, ISBN 3-404-24179-7.
- 3 The Ships of Earth (1994)
  - Deutsch: Die Schiffe der Erde. Übersetzt von Uwe Anton. Bastei Lübbe Science Fiction #24179, 1995, ISBN 3-404-24195-9.
- 4 Earthfall (1995)
  - Deutsch: Die Kinder der Erde. Übersetzt von Uwe Anton. Bastei Lübbe Science Fiction #24211, 1996, ISBN 3-404-24211-4.
- 5 Earthborn (1995)
  - Deutsch: Der Hüter der Erde. Übersetzt von Uwe Anton. Bastei Lübbe Science Fiction #24217, 1996, ISBN 3-404-24217-3.

Sammelausgaben:
- Homecoming: Harmony (Sammelausgabe von 4 und 5; 1994)
- The Memory of Earth and The Call of Earth (Sammelausgabe von 1 und 2; 2016)
- The Complete Homecoming Saga (Sammelausgabe von 1–5; 2019)

Mayflower (Romane; mit Kathryn H. Kidd)
- 1 Lovelock (1994)
- 2 Rasputin (nicht erschienen)

Women of Genesis (Romane)
- 1 Sarah (2000)
- 2 Rebekah (2001)
- 3 Rachel & Leah (2004)
- 3 Rachel and Leah (2004)

Empire (Romane)
- 1 Empire (2006)
- 2 Hidden Empire (2009)
- Empire / Hidden Empire (Sammelausgabe von 1 und 2; 2017, Sammelausgabe)

Pathfinder Trilogy (Romane)
- 1 Pathfinder (2010)
- 2 Ruins (2012)
- 3 Visitors (2014)
- Pathfinder & Ruins (Sammelausgabe von 1 und 2; 2013)
- Pathfinder Trilogy (Sammelausgabe von 1–3; 2014)

### Einzelromane
- Songmaster (1978)
  - Deutsch: Meistersänger. Übersetzt von Harro Christensen. Bastei Lübbe Science Fiction Special #24018, 1981, ISBN 3-404-24018-9.
- A Planet Called Treason (1979; auch: Treason, 1990)
  - Deutsch: Der Spender-Planet. Übersetzt von Helmut Bittner. Bastei Lübbe Science Fiction Bestseller #22026, 1980, ISBN 3-404-22026-9. Auch als: Treason : Der Spender-Planet ; Science-fiction-Roman. Übersetzt von Helmut Bittner. Bastei-Verlag Lübbe (Bastei-Lübbe-Taschenbuch #24140), Bergisch Gladbach 1991, ISBN 3-404-24140-1.
- Hart’s Hope (1983)
  - Deutsch: Die Hirschbraut : Die Sage von der Königin Schönheit und ihrer grausamen Rache. Übersetzt von Annette von Charpentier. Bastei-Verlag Lübbe (Bastei-Lübbe-Taschenbuch #20067), Bergisch Gladbach 1985, ISBN 3-404-20067-5.
- A Woman of Destiny (1984; auch: Saints, 1988)
- Wyrms (1987)
  - Deutsch: Die Stadt am Ende der Welt. Übersetzt von Michael Nagula. Bastei Lübbe Science Fiction Special #24122, 1989, ISBN 3-404-24122-3.
- The Abyss (Romanadaption von Abyss – Abgrund des Todes, 1989; mit James Cameron)
  - Deutsch: Abyss : In der Tiefe des Meeres : Der Roman zum Film nach dem Drehbuch von James Cameron. Übersetzt von Thomas Schichtel und Thomas Görden. Bastei-Verlag Lübbe (Bastei-Lübbe-Taschenbuch #13246), Bergisch Gladbach 1991, ISBN 3-404-13246-7.
- The Folk of the Fringe (1989)
- Eye for Eye (1990)
- Lost Boys (1992)
- Pastwatch: The Redemption of Christopher Columbus (1996)
- Treasure Box (1996)
- Stone Tables (1997)
- Homebody (1998)
- Enchantment (1999)
- Magic Mirror (1999; mit Nathan Andrew Pinnock)
- Robota (2003; mit Doug Chiang)
- Magic Street (2005)
- Invasive Procedures (2007; mit Aaron Johnston)
- The Space Boy (2007)
- Zanna’s Gift : A Life in Christmases (2008; als Scott Richards)
- Laddertop (2011; mit Emily Janice Card)
- Lost and Found (2019)
- Extinct (2020)

### Sammlungen
- Unaccompanied Sonata and Other Stories (1981)
  - Deutsch: Play Kosmos. Bastei Lübbe Science Fiction Bestseller #22043, 1982, ISBN 3-404-22043-9.
- Cardography (1987)
- Turning Hearts (1994)
- The Elephants of Posnan (2001, Hörbuch)
- Angles & Other Stories (2002, Hörbuch)
- Doorways (2002)
- An Open Book (2003)
- Posing as People (2005)
- Keeper of Dreams (2008)

Maps in a MirrorThe Short Fiction of Orson Scott Card
- 1 The Changed Man (1992)
- 2 Flux: Tales of Human Futures (1992)
- 3 Monkey Sonatas (1993)
- 4 Cruel Miracles (1992)

### Kurzgeschichten
1977
- Malpractice (in: Analog Science Fiction/Science Fact, November 1977)

1978
- Follower (in: Analog Science Fiction/Science Fact, February 1978)
- Kingsmeat (1978, in: Ben Bova (Hrsg.): Analog Yearbook)
  - Deutsch: Königsfleisch. Übersetzt von Rolf W. Liersch. In: Orson Scott Card: Play Kosmos. 1982.
- Happy Head (in: Analog Science Fiction/Science Fact, April 1978)
- I Put My Blue Genes On (in: Analog Science Fiction/Science Fact, August 1978)
  - Deutsch: Meine Lektion in Gen-Ethik. Übersetzt von Richard Bellinghausen. In: Orson Scott Card: Play Kosmos. 1982.
- In the Doghouse (in: Analog Science Fiction/Science Fact, December 1978; mit Jay A. Parry)
- Thousand Deaths (1978)
  - Deutsch: Tausend Tode. In: Orson Scott Card: Capitol. 1982.

1979
- Mortal Gods (in: The Magazine of Fantasy and Science Fiction, January 1979)
  - Deutsch: Sterbliche Götter. Übersetzt von Stephen G. Morse. In: Manfred Kluge (Hrsg.): Sterbliche Götter. Heyne SF&F #3718, 1980, ISBN 3-453-30621-X. Auch als: Die Götter sind sterblich. Übersetzt von Rolf W. Liersch. In: Orson Scott Card: Play Kosmos. 1982.
- Eumenides in the Fourth-Floor Lavatory (1979, in: Roy Torgeson (Hrsg.): Chrysalis 4)
  - Deutsch: Das Scheusal aus dem Waschraum im 4. Stock. Übersetzt von Leni Sobez. In: Roy Torgeson (Hrsg.): Am Vorabend des St. Poleander-Tages. Moewig (Playboy Science Fiction #6716), 1981, ISBN 3-8118-6716-4. Auch als: Die Erinnyen auf der Toilette im IV. Stock. In: Orson Scott Card: Play Kosmos. 1982.
- Unaccompanied Sonata (in: Omni, March 1979)
  - Deutsch: Solo-Sonate. Übersetzt von Rolf W. Liersch. In: Orson Scott Card: Play Kosmos. 1982. Auch als: Sonate ohne Begleitung. Übersetzt von Edda Petri. In: Ben Bova (Hrsg.): Das Beste aus Omni 1. Goldmann Science Fiction #23421, 1983, ISBN 3-442-23421-2.
- The Monkeys Thought ’Twas All in Fun (in: Analog Science Fiction/Science Fact, May 1979)
  - Deutsch: Alles nur Spaß, dachten die Affen. Übersetzt von Annette von Charpentier. In: Abenteuer Weltraum. Bastei Lübbe Science Fiction Special #24017, 1981, ISBN 3-404-24017-0.
- Deep-Breathing Exercises (in: Omni, July 1979)
  - Deutsch: Atemübung. Übersetzt von Rolf W. Liersch. In: Orson Scott Card: Play Kosmos. 1982.
- But We Try Not to Act Like It (in: Jim Baen (Hrsg.): Destinies, August-September 1979)
- Quietus (in: Omni, August 1979)
  - Deutsch: Quietus. Übersetzt von Tony Westermayr. In: Orson Scott Card: Play Kosmos. 1982.
- Adagio and Benediction (1979, in: Roy Torgeson (Hrsg.): Chrysalis 5)
  - Deutsch: Die große Weihe. Übersetzt von Wolfgang Crass. In: Roy Torgeson (Hrsg.): Die große Weihe. Moewig (Playboy Science Fiction #6722), 1981, ISBN 3-8118-6722-9.
- Hard Driver (in: Gallery, November 1979; auch: Freeway Games, 1990)
- The Bully and the Beast (1979, in: Roy Torgeson (Hrsg.): Other Worlds 1)
  - Deutsch: Der Raufbold und das Ungeheuer. Übersetzt von Edda Petri. In: Isaac Asimov, Charles G. Waugh und Martin H. Greenberg (Hrsg.): Drachenwelten. Heyne SF&F #4159, 1985, ISBN 3-453-31114-0.
- Closing the Timelid (in: The Magazine of Fantasy & Science Fiction, December 1979)
  - Deutsch: Die Zeitspieler. Übersetzt von Rolf W. Liersch. In: Orson Scott Card: Play Kosmos. 1982.
- A Cross-Country Trip to Kill Richard Nixon (1979)
  - Deutsch: Quer durch das Land, um Nixon zu töten. Übersetzt von Leni Sobez. In: Roy Torgeson (Hrsg.): Sonate für drei Elektroden. Moewig (Playboy Science Fiction #6731), 1982, ISBN 3-8118-6731-8.

1980
- Fat Farm (in: Omni, January 1980)
  - Deutsch: Die Farm der Fetten. Übersetzt von Tony Westermayr. In: Ben Bova und Don Myrus (Hrsg.): Das Beste aus Omni 3. Goldmann Science Fiction #23435, 1983, ISBN 3-442-23435-2.
- The Princess and the Bear (1980, in: John Silbersack und Victoria Schochet (Hrsg.): The Berkley Showcase: New Writings in Science Fiction and Fantasy, Vol. 1)
- Holy (1980, in: Robert Silverberg (Hrsg.): New Dimensions Science Fiction Number 10)
- Hart’s Hope (1980, in: Roy Torgeson (Hrsg.): Chrysalis 8)
- St. Amy’s Tale (in: Omni, December 1980)
  - Deutsch: St. Amys Erzählung. Übersetzt von Tony Westermayr. In: Ben Bova und Don Myrus (Hrsg.): Das Beste aus Omni 3. Goldmann Science Fiction #23435, 1983, ISBN 3-442-23435-2.
- Tinker (in: Eternity Science Fiction, #2 1980)

1981
- The Porcelain Salamander (1981, in: Orson Scott Card: Unaccompanied Sonata and Other Stories)
  - Deutsch: Der Porzellan-Salamander. Übersetzt von Rolf W. Liersch. In: Orson Scott Card: Play Kosmos. 1982.
- A Sepulcher of Songs (in: Omni, June 1981; auch: A Sepulchre of Songs, 1984)
- Middle Woman (1981, in: Orson Scott Card: Dragons of Darkness)
- A Plague of Butterflies (1981, in: Orson Scott Card: Dragons of Darkness; mit Jake Black und Lance Card)
  - Deutsch: Die Plage der Schmetterlinge. Übersetzt von Uwe Anton. In: Margaret Weis (Hrsg.): Drachen füttern verboten. Bastei-Lübbe Fantasy #20256, 1995, ISBN 3-404-20256-2.
- Middle Woman (1981; als Byron Walley)

1982
- Clap Hands and Sing (1982, in: Ben Bova und Don Myrus (Hrsg.): The Best of Omni Science Fiction No. 3)
  - Deutsch: Klatscht in die Hände, singt! Übersetzt von Tony Westermayr. In: Ben Bova (Hrsg.): Das Beste aus Omni 2. Goldmann Science Fiction #23422, 1983, ISBN 3-442-23422-0.
- The Changed Man and the King of Words (in: Omni, December 1982)

1984
- The Best Day (1984; als Dinah Kirkham)

1985
- The Fringe (1985)

1986
- Prior Restraint (in: Aboriginal SF, October 1986)
- Salvage (1986)

1987
- Eye for Eye (in: Isaac Asimov’s Science Fiction Magazine, March 1987)
  - Deutsch: Auge um Auge. In: Wolfgang Jeschke (Hrsg.): Heyne Science Fiction Jahresband zum Jubiläumsjahr 1988. Heyne SF&F #4477, 1988, ISBN 3-453-01007-8.
- Carthage City (in: Isaac Asimov’s Science Fiction Magazine, September 1987)
  - Deutsch: Carthago City. Übersetzt von Claudia Pape. In: Friedel Wahren (Hrsg.): Isaac Asimov’s Science Fiction Magazin 36. Heyne SF & F #4742, 1990, ISBN 3-453-04465-7.
- America (1987)
- Eye for Eye (1987)
  - Deutsch: Auge um Auge. Übersetzt von Hilde Linnert. In: Wolfgang Jeschke (Hrsg.): Heyne Science Fiction Jahresband zum Jubiläumsjahr 1988. Heyne SF&F #4477, 1988, ISBN 3-453-01007-8.
- Saving Grace (in: Night Cry, Fall 1987)

1989
- Damn Fine Novel (in: The Green Pages, October 1989)
- Lost Boys (in: The Magazine of Fantasy & Science Fiction, October 1989)
- Dogwalker (in: Isaac Asimov’s Science Fiction Magazine, November 1989)
  - Deutsch: Kristallhirn. In: Arthur W. Saha und Donald A. Wollheim (Hrsg.): Die besten Stories der amerikanischen Science Fiction: Worlds Best SF 9. Bastei Lübbe Science Fiction Special #24132, 1990, ISBN 3-404-24132-0. Auch als: Der Hundeführer. Übersetzt von Michael Windgassen. In: Friedel Wahren (Hrsg.): Isaac Asimov’s Science Fiction Magazin 37. Folge. Heyne SF&F #4795, 1991, ISBN 3-453-04991-8.
- The Originist (1989, in: Martin H. Greenberg (Hrsg.): Foundation’s Friends: Stories in Honor of Isaac Asimov)

1990
- The Best Day (1990, in: Orson Scott Card: Maps in a Mirror: The Short Fiction of Orson Scott Card)
- The Best Family Home Evening Ever (1990, in: Orson Scott Card: Maps in a Mirror: The Short Fiction of Orson Scott Card)
- Bicicleta (1990, in: Orson Scott Card: Maps in a Mirror: The Short Fiction of Orson Scott Card)
- Billy’s Box (1990, in: Orson Scott Card: Maps in a Mirror: The Short Fiction of Orson Scott Card)
- Gert Fram (1990, in: Orson Scott Card: Maps in a Mirror: The Short Fiction of Orson Scott Card)
- Hitching (1990, in: Orson Scott Card: Maps in a Mirror: The Short Fiction of Orson Scott Card)
- I Think Mom and Dad Are Going Crazy, Jerry (1990, in: Orson Scott Card: Maps in a Mirror: The Short Fiction of Orson Scott Card)
- Memories of My Head (1990, in: Orson Scott Card: Maps in a Mirror: The Short Fiction of Orson Scott Card)

1991
- Feed the Baby of Love (1991, in: William F. Nolan und Martin H. Greenberg (Hrsg.): The Bradbury Chronicles: Stories in Honor of Ray Bradbury)

1992
- Atlantis (1992, in: Richard Gilliam, Martin H. Greenberg und Edward E. Kramer (Hrsg.): Grails: Quests, Visitations and Other Occurrences)

1995
- Earthfall (1995, in: Orson Scott Card: The Ships of Earth)

1999
- Vessel (in: The Magazine of Fantasy & Science Fiction, December 1999)
- Heal Thyself (in: Amazing Stories, Summer 1999)

2001
- Waterbaby (in: Leading Edge, April 2001)

2002
- Angles (2002, in: Orson Scott Card: Angles & Other Stories)
- Homeless in Hell (2002, in: Orson Scott Card: Angles & Other Stories)
- 50 WPM (2002, in: Byron Tetrick (Hrsg.): In the Shadow of the Wall: An Anthology of Vietnam Stories That Might Have Been)
- Angels (2002, in: Orson Scott Card: Doorways)
- Dust (2002, in: Orson Scott Card: Doorways)

2003
- In the Dragon’s House (2003, in: Marvin Kaye (Hrsg.): The Dragon Quintet)
- Inventing Lovers on the Phone (2003, in: Janis Ian und Mike Resnick (Hrsg.): Stars: Original Stories Based on the Songs of Janis Ian)
- Robota (2003; mit Doug Chiang)

2004
- Keeper of Lost Dreams (2004, in: Al Sarrantonio (Hrsg.): Flights: Extreme Visions of Fantasy)

2006
- Space Boy (2006, in: Gardner Dozois und Jack Dann (Hrsg.): Escape from Earth: New Adventures in Space)

2007
- The Gold Bug (in: Orson Scott Card’s Intergalactic Medicine Show, #5, July 2007)
- Ender’s Stocking (in: Orson Scott Card’s Intergalactic Medicine Show, #6, October 2007)
- Jamaica (2007, in: Loren L. Coleman und Martin H. Greenberg (Hrsg.): Wizards, Inc.)

2008
- Ender’s Homecoming (in: Orson Scott Card’s Intergalactic Medicine Show, #7, January 2008)
- Christmas at Helaman’s House (2008, in: Orson Scott Card: Keeper of Dreams)
- The Elephants of Poznan (2008, in: Orson Scott Card: Keeper of Dreams)
- Ender in Flight (in: Orson Scott Card’s Intergalactic Medicine Show, #8, April 2008)
- Geriatric Ward (2008, in: Orson Scott Card: Keeper of Dreams)
- God Plays Fair Once Too Often (2008, in: Orson Scott Card: Keeper of Dreams)
- Missed (2008, in: Orson Scott Card: Keeper of Dreams)
- Neighbors (2008, in: Orson Scott Card: Keeper of Dreams)
- Worthy to Be One of Us (2008, in: Orson Scott Card: Keeper of Dreams)
- Hamlet’s Father (2008, in: Marvin Kaye (Hrsg.): The Ghost Quartet)

2009
- The Man in the Tree (in: Orson Scott Card’s Intergalactic Medicine Show, #11, March 2009)

2010
- Expendables (in: Orson Scott Card’s Intergalactic Medicine Show, #19. October 2010)
- Wise Men (in: Orson Scott Card’s Intergalactic Medicine Show, #20, December 2010)

2012
- Ruins (in: Orson Scott Card’s Intergalactic Medicine Show, #26, January 2012)
- Carousel (2012, in: Christopher Golden (Hrsg.): 21st Century Dead: A Zombie Anthology)
- Flying Children (Excerpted from The Gate Thief) (2 Teile in: Orson Scott Card’s Intergalactic Medicine Show, #30, September 2012  ff.)

2013
- Off to See the Emperor (2013, in: John Joseph Adams und Douglas Cohen (Hrsg.): Oz Reimagined: New Tales from the Emerald City and Beyond)

2018
- A Town Divided by Christmas (2018)

### Anthologien
- The Best Science Fiction of 1987 (1988; mit Martin H. Greenberg)
- The Best Fantasy Stories of the Year, 1988 (1989; mit Martin H. Greenberg)
- The Best Science Fiction Stories of the Year: 1988 (1989; mit Martin H. Greenberg)
- Eye For Eye / The Tunesmith (1990; mit Lloyd Biggle, jr.)
- The Best Fantasy Stories of the Year, 1989 (1990; mit Martin H. Greenberg)
- The Best Horror Stories of the Year, 1989 (1990; mit Martin H. Greenberg)
- Best Science Fiction Stories of the Year, 1989 (1990)
- Future on Fire (1991)
- Best Science Fiction Value Collection 2 (1991; mit Martin H. Greenberg)
- The Best Mystery Stories of the Year Mystery 1989 (1992; mit Martin H. Greenberg)
- The Best Science Fiction Value Collection 1 (1992; mit Martin H. Greenberg)
- Third Annual Best Fantasy Stories of the Year (1992; mit Martin H. Greenberg)
- Third Annual Best Horror Stories of the Year (1993; mit Martin H. Greenberg)
- Third Annual Best Science Fiction Stories of the Year (1993; mit Martin H. Greenberg)
- Black Mist and Other Japanese Futures (1997; mit Keith Ferrell)
- Black Mist (1997; mit Keith Ferrell)
- Future on Ice (1998)
- The Best of Sci-Fi and Fantasy (1999; mit Arthur C Clarke)
- Masterpieces: The Best Science Fiction of the Century (2001; auch: Masterpieces: The Best Science Fiction of the Twentieth Century, 2004)
- Best Fantasy Value Collection 3 (2001; mit Martin H. Greenberg)
- Best Horror Value Collection 2 (2001)
- Best Horror Value Collection 3 (2001; mit Martin H. Greenberg)
- InterGalactic Medicine Show Awards Anthology, Vol. I (2012; mit Edmund R. Schubert)
- IGMS: Big Book of SF Novelettes (2013; mit Edmund R. Schubert)

Dragons of Light/Dark
- 1 Dragons of Light (1980)
- 2 Dragons of Darkness (1981)

Phobos Science Fiction Anthology
- 1 Empire of Dreams and Miracles (2002; mit Keith Olexa)
- 2 Hitting the Skids in Pixeltown (2003; mit Keith Olexa und Christian O’Toole)

Orson Scott Card’s Intergalactic Medicine Show Anthologies (mit Edmund R. Schubert)
- Orson Scott Card’s InterGalactic Medicine Show (2008)
- InterGalactic Medicine Show (2012)

### Sachliteratur
- Characters & Viewpoint (1988)
- How to Write Science Fiction and Fantasy (1990)
- Getting Lost: Survival, Baggage, and Starting Over in J. J. Abrams’ Lost (2006)
- Writing Fantasy & Science Fiction: How to Create Out-of-This-World Novels and Short Stories (2013; mit Editors of Writer’s Digest, Philip Athans und Jay Lake)